# Dubočica-Stadion
Das Dubočica-Stadion (serbisch-kyrillisch Стадион Дубочица, auch als Gradski stadion Dubočica, deutsch Städtisches Stadion Dubočica, bekannt) ist ein Fußballstadion in der serbischen Stadt Leskovac, Hauptstadt des Okrug Jablanica, im Südosten des Landes. Der Eigentümer ist die Stadt Leskovac. Es ist die Heimspielstätte des Fußballvereins GFK Dubočica und es bietet auf seinen vier überdachten Rängen 8136 Sitzplätze. Es ist in die UEFA-Stadionkategorie 4 eingestuft. Dies erlaubt Erstligaspiele, internationale Begegnungen sowie Länderspiele nach UEFA- und FIFA-Anforderungen.

## Geschichte
Die Pläne für ein neues Stadion entstanden Anfang 2018. Der Bau wurde durch die Finanzierung eines staatlichen Programms zur Verbesserung der Sportinfrastruktur ermöglicht. Die Annahme der Pläne wurde im September 2019 bei einem Besuch von Staatspräsident Aleksandar Vučić in Leskovac bekanntgegeben. Zu dieser Zeit wurden auch erste gerenderte Bilder der neuen Spielstätte veröffentlicht. Die Ausschreibung begann im Oktober 2020. Der Auftragnehmer wurde ein Konsortium (AB & CO d.o.o., PRO-ING d.o.o., Tehno inženjering, FMS Kvart d.o.o. Petrovac, Securiton d.o.o. Beograd, Enterijer Moša SRB d.o.o. Novi Sad, Premijus d.o.o., DHC Inženjering d.o.o. Novi Beograd und EX BC d.o.o. Beograd) unter Führung der GAT d.o.o. Das finanzielle Volumen des Vertrags liegt bei 2,466 Mrd. Serbische Dinar (rund 21 Mio. Euro). Der Entwurf stammte vom Architekturbüro CEP d.o.o.
Entstehen sollte das neue Stadion auf dem Grund des alten Gradski stadion pod Hisarom. Der Abriss der Anlage folgte im März 2021. Der Bau begann im Sommer des Jahres. Der GFK Dubočica wich zunächst auf einen Platz in Vlasotince, nahe Leskovac, aus. Zur Saison 2021/22 bis zur Fertigstellung wechselte man in das wenige Kilometer entfernte Sportski centar Orion in Mrštane.
Die neue Fußballarena von Leskovac mit einem rechteckigen Grundriss bietet vier, einstöckige Tribünen, die bis dicht an das Spielfeld reichen. Das Spielfeld mit Hybridrasen (70 % Natur- und 30 % Kunstrasen) und Rasenheizung wurde leicht in östlicher Richtung versetzt. Das Bewässerungssystem nutzt auch Regenwasser aus unterirdischen Zisternen. Die Ränge sind mit Kunststoffklappsitzen in verschiedenen Rottönen bestückt. Auf der Haupttribüne im Westen befinden sich u. a. die V.I.P.-Logen, die Umkleidekabinen, Büros, Bars und andere Einrichtungen. Die neue Straße am Stadion finanzierte die Stadt Leskovac. Umhüllt wird das Stadion, bis auf die Haupttribüne, von einer goldfarbenen Fassade. Sie erinnert an die, wie ein Korb geflochtene, Außenhaut des Stadion Narodowy in Warschau. Das LED-Flutlicht verteilt sich auf vier Masten sowie auf Scheinwerfer auf den Rändern des Dachs. Um das Stadion stehen 198 Parkplätze zur Verfügung.
Im Sommer 2023 konnte die Fertigstellung gefeiert werden. Dies fiel mit dem Aufstieg des GFK Dubočica in die zweitklassige Prva Liga und dem 100. Vereinsjubiläum zusammen. Am 14. August fand ein Test der Spielstätte mit einer Partie zweier Jugendmannschaften statt. Es wurden die technischen Einbauten wie das VAR-System, die Flutlicht-, die Beschallungs- sowie andere Anlagen getestet. Die erste offizielle Begegnung wurde am 21. August zwischen dem GFK Dubočica und dem RFK Novi Sad 1921 ausgetragen. Das Spiel am 3. Spieltag der Prva Liga gewann die Heimmannschaft mit 2:1. Am 31. August 2023 trat im Stadion von Leskovac der Belgrader Fußballverein FK Čukarički zu den Play-offs der UEFA Europa League 2023/24 gegen den griechischen Vertreter Olympiakos Piräus (0:3) an.
Die neue Arena trägt den Spitznamen Leskovački Old Trafford (deutsch Old Trafford von Leskovac). Leskovac ist genauso wie Manchester eine  Industriestadt (u. a. Textilindustrie) und wird als Serbisches Manchester bezeichnet. Das Stadion von Manchester United heißt Old Trafford. In Anlehnung dessen trägt es diesen Beinamen.

## Länderspiele
- 19. Nov. 2023, Gruppe G:  Serbien –  Bulgarien 2:2 (Qualifikation zur EM 2024) – Zuschauer: 7325[4]
- 12. Okt. 2024, Gruppe A4:  Serbien –  Schweiz 2:0 (UEFA Nations League 2024/25) – Zuschauer: 6383[5]
- 18. Nov. 2024, Gruppe A4:  Serbien –  Dänemark 0:0 (UEFA Nations League 2024/25) – Zuschauer: 7295[6]

## Internationale Spiele
Der FK Čukarički trug seine internationalen Heimspiele der Saison 2023/24 im Dubočica-Stadion aus, da das Stadion na Banovom brdu nicht den Anforderungen der UEFA entspricht.
- 31. Aug. 2023, Play-off-Rückspiel:  FK Čukarički –  Olympiakos Piräus 0:3 (UEFA Europa League 2023/24)
- 05. Okt. 2023, Gruppe F:  FK Čukarički –  KRC Genk 0:2 (UEFA Europa Conference League 2023/24)
- 09. Nov. 2023, Gruppe F:  FK Čukarički –  AC Florenz 0:1 (UEFA Europa Conference League 2023/24)
- 30. Nov. 2023, Gruppe F:  FK Čukarički –  Ferencváros Budapest  1:2 (UEFA Europa Conference League 2023/24)

## Galerie

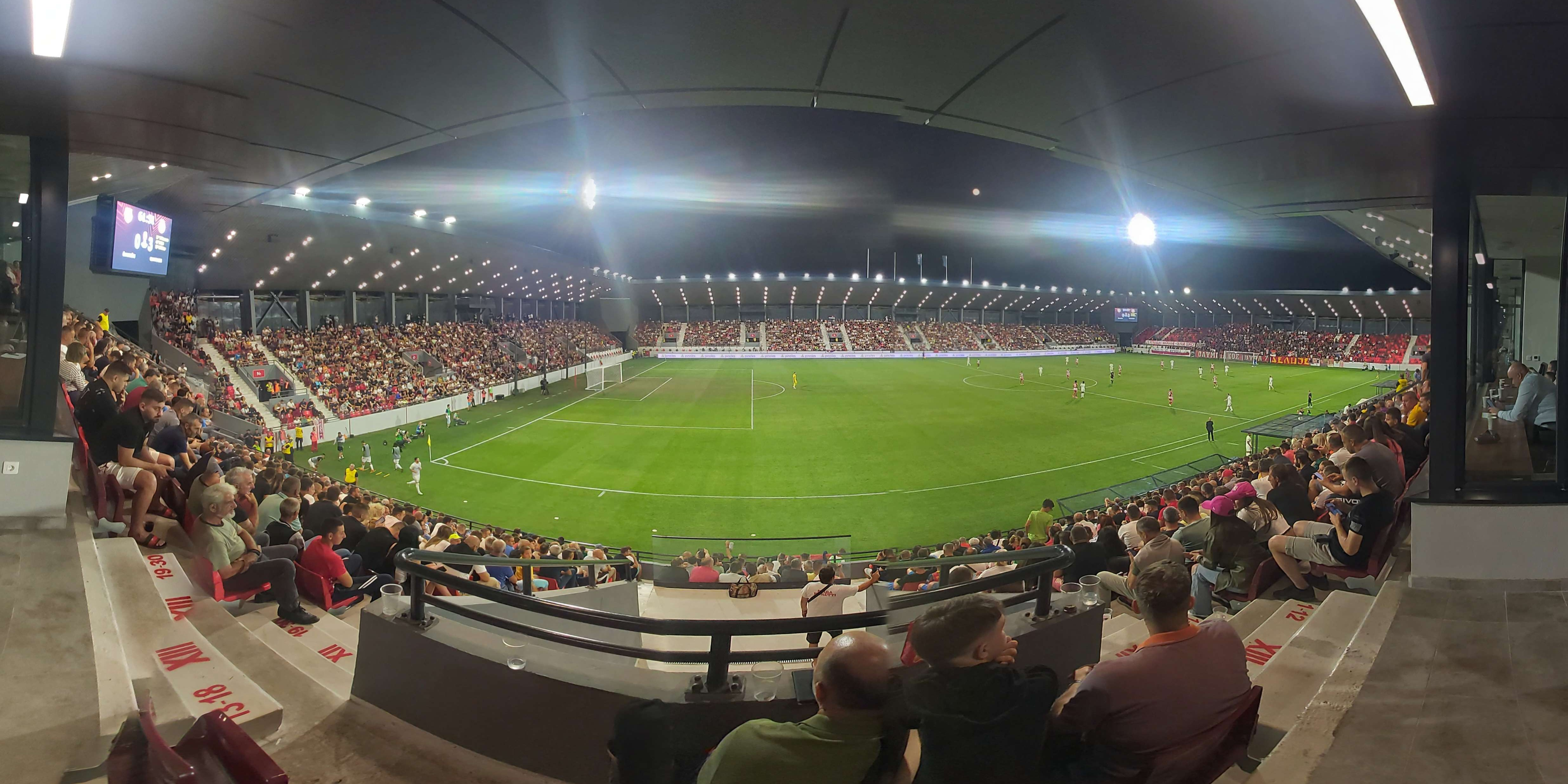
Play-offs der UEFA Europa League 2023/24 zwischen dem FK Čukarički und Olympiakos Piräus (0:3)